# Basketligaen
La Basketligaen è la massima serie del campionato danese di pallacanestro.

## Storia
Il campionato nacque nel 1957 e fin dagli inizi fu sostanzialmente una lotta a due tra l'Efterslægtens e il SISU.
Durante gli anni 1970 l'Efterslægtens venne sostituito ai vertici del campionato dal Virum e dal Falcon di Frederiksberg nella lotta contro il SISU.
Gli anni 1980, sempre con il SISU come protagonista, videro l'ascesa del BMS.
Gli anni 1990 furono molto battagliati con protagonisti l'Hørsholm BK, l'Horsens IC e lo Skovbakken (oggi Bakken Bears), club, quest'ultimo, dominatore delle edizioni degli ultimi anni.

## Albo d'oro
- 1957-1958  Århus
- 1958-1959  Efterslægtens
- 1959-1960  Efterslægtens
- 1960-1961  SISU Copenhagen
- 1961-1962  SISU Copenhagen
- 1962-1963  Efterslægtens
- 1963-1964  Efterslægtens
- 1964-1965  Efterslægtens
- 1965-1966  SISU Copenhagen
- 1966-1967  SISU Copenhagen
- 1967-1968  Efterslægtens
- 1968-1969  Efterslægtens
- 1969-1970  Virum
- 1970-1971  Virum
- 1971-1972  SISU Copenhagen
- 1972-1973  SISU Copenhagen
- 1973-1974  Falcon
- 1974-1975  Falcon
- 1975-1976  SISU Copenhagen
- 1976-1977  Falcon
- 1977-1978  Falcon
- 1978-1979  Stevnsgade
- 1979-1980  Stevnsgade
- 1980-1981  SISU Copenhagen
- 1981-1982  BMS
- 1982-1983  SISU Copenhagen
- 1983-1984  SISU Copenhagen
- 1984-1985  SISU Copenhagen
- 1985-1986  BMS
- 1986-1987  BMS
- 1987-1988  BMS
- 1988-1989  BMS
- 1989-1990  BMS
- 1990-1991  Hørsholm BK
- 1991-1992  Horsens IC
- 1992-1993  Hørsholm BK
- 1993-1994  Horsens IC
- 1994-1995  Stevnsgade
- 1995-1996  Værløse
- 1996-1997  Skovbakken
- 1997-1998  Horsens IC
- 1998-1999  Skovbakken
- 1999-2000  Skovbakken
- 2000-2001  Skovbakken
- 2001-2002  Værløse
- 2002-2003  BF Copenhagen
- 2003-2004  Århus
- 2004-2005  Skovbakken
- 2005-2006  Horsens IC
- 2006-2007  Bakken Bears
- 2007-2008  Bakken Bears
- 2008-2009  Bakken Bears
- 2009-2010  Svendborg Rabbits
- 2010-2011  Bakken Bears
- 2011-2012  Bakken Bears
- 2012-2013  Bakken Bears
- 2013-2014  Bakken Bears
- 2014-2015  Horsens IC
- 2015-2016  Horsens IC
- 2016-2017  Bakken Bears
- 2017-2018  Bakken Bears
- 2018-2019  Bakken Bears
- 2019-2020  Bakken Bears
- 2020-2021  Bakken Bears
- 2021-2022  Bakken Bears
- 2022-2023  Bakken Bears

## Vittorie per club
| Club              | Titolo | Città                    | Anno |
| ----------------- | ------ | ------------------------ | --- |
| Bakken Bears      | 21     | Århus                    | 1958, 1997, 1999, 2000, 2001, 2004, 2005, 2007, 2008, 2009, 2011, 2012, 2013, 2014, 2017, 2018, 2019, 2020, 2021, 2022, 2023 |
| SISU Copenhagen   | 10     | Gentofte                 | 1961, 1962, 1966, 1967, 1972, 1976, 1981, 1983, 1984, 1985                                                                   |
| Efterslægtens     | 7      | Gladsaxe                 | 1959, 1960, 1963, 1964, 1965, 1968, 1969                                                                                     |
| BMS               | 6      | Ballerup-Måløv-Skovlunde | 1982, 1986, 1987, 1988, 1989, 1990                                                                                           |
| Horsens IC        | 6      | Horsens                  | 1992, 1994, 1998, 2006, 2015, 2016                                                                                           |
| Falcon            | 4      | Frederiksberg            | 1974, 1975, 1977, 1978 |
| Stevnsgade        | 3      | Copenaghen               | 1979, 1980, 1995 |
| Værløse           | 2      | Værløse                  | 1996, 2002 |
| Hørsholm BK       | 2      | Hørsholm                 | 1991, 1993 |
| Virum             | 2      | Virum                    | 1970, 1971 |
| Svendborg Rabbits | 1      | Svendborg                | 2010 |
| BF Copenhagen     | 1      | Copenaghen               | 2003 |